# Coracina fimbriata
Coracina fimbriata é uma espécie de ave da família Corvidae.
Pode ser encontrada nos seguintes países: Brunei, Indonésia, Malásia, Myanmar, Singapura e Tailândia.